# 김승환 (1954년)
김승환(金承煥, 1953년 12월 26일 ~ )은 대한민국의 대학교수, 정치인으로, 주민직선 2~4기 전라북도교육감이다. 
등록기준지는 전북특별자치도 익산시 평화동이며, 근무했던 전북대학교에는 원적이 전라남도 무안군으로 기록되어 있다.

## 생애
1953년 전라남도 장흥군에서 출생해 6개월만에 익산으로 이주했다. 초등학교를 익산에서, 중학교와 고등학교는 광주에서 다녔다.
건국대학교 행정학과를 졸업하고 고려대학교 대학원 법학과에서 법학석사 및 법학박사 학위를 받았다.
약 3년여 간 KBS 전주방송총국 TV <포커스 전북 21>이라는 시사 프로를 진행하기도 하였다. 2010년 전라북도교육감 직선에 출마해 당선되었다.
2010년 7월 1일 전라북도교육감에 취임하였고, 전라북도의 교육, 학예에 관한 사무의 집행기관인 교육감으로서, 전라북도 교육청 및 관내 초․중․고등학교 및 특수학교 등에 소속된 공무원을 지휘, 감독하는 등 교육 및 학예에 관한 사무를 총괄하였다.
2014년 6월 4일 교육감 선거에서 재차 당선되어 2014년 7월 1일부터 2기 임기를 수행하였다.
2012년 12월 김승환 전라북도교육감은 교육과학기술부가 요청한 '학교폭력 가해사실의 학교생활기록부 기재' 지침과 관련한 특정감사 자료를 제출하지 않았고, 교육과학기술부는 김승환을 직권남용권리행사방해 혐의로 검찰에 고발하였다. 2015년 12월 31일 전주지방검찰청은 교육청 및 소속 학교장들에게 자료 제출을 거부하도록 지시해 의무 없는 일을 하게 한 직권남용 혐의를 인정하여 김승환을 직권남용권리행사방해로 불구속 기소하였다.
2016년 1심에서는 무죄가 선고되었으나, 2017년 벌금 700만원 형으로 유죄 판결을 받았다.

## 독선적인 교육감 직무수행

### 학교폭력 가해학생 학교생활기록부 기재 거부 및 감사 방해
2012년 1월 27일 교육과학기술부는 학교생활기록부(통칭 ‘학생부’)에 학교폭력예방 및 대책에 관한 법률 제17조 제1항 각호에 규정된 학교폭력대책자치위원회의 학교폭력 가해학생에 대한 조치사항을 기록하여 생활지도 및 상급학교 진학 자료로 활용하도록 하기 위하여 교육과학기술부 훈령 제239호로 「학교생활기록 작성 및 관리지침」을 개정하였다. 이어 2012년 6월 29일 교육과학기술부 훈령 제257호로 「학교생활기록 작성 및 관리지침」을 다시 개정하여, 고등학교의 경우에도 학교생활기록부 보존기간을 초등학교, 중학교와 마찬가지로 ‘졸업 후 10년’에서 ‘졸업 후 5년’으로 변경하였다.
이같은 조치에 반발한 김승환은 2012년 3월 26일 전라북도교육청 확대간부회의에서 “학생부에 기재할 가해학생의 학교폭력 조치 기재사항을 법원에서 형사범죄로 확정 판결된 사항에 한정”하는 등으로 교육과학기술부의 학교생활기록부 지침을 수정한 전라북도 교육청 기본방침을 마련하였고, 2012년 8월 20일 대학입시 수시전형을 앞두고 전라북도교육청 명의로 『학교폭력 가해학생에 대한 학교생활기록부 기재요령 안내』라는 제목의 공문을 통해 관내 초·중·고등학교 및 특수학교에 학교생활기록부 작성 및 관리에 관한 자체 수정방침을 하달하였다.
이에 교육과학기술부는 2012년 8월 21일 김승환과 전라북도교육청을 상대로 시정명령을 발령하였으나 김승환은 이에 불응하였고, 교육과학기술부는 2012년 8월 24일 전라북도교육청에서 하달한 위 ‘기재요령 안내’가 초·중등교육법 제25조, 「학교생활기록의 작성 및 관리에 관한 규칙」, 「학교생활기록 작성 및 관리지침」을 위반하였다는 등의 이유로 이를 직권 취소하는 한편, 2012년 8월 23일부터 2012년 9월 13일까지 전라북도교육청에 대한 특정감사를 실시하였다.
김승환은 위와 같은 특정감사가 진행되는 기간 중인 2012년 9월 3일 『학교생활기록부 기재 관련 전라북도 교육감 전달사항 알림』이라는 제목으로 “교과부 감사자료 제출 요구와 관련하여서는 전라북도 교육감의 지시사항으로 제출하지 않아도 되며, 교원의 징계권한은 교육감에게 있음을 다시 한번 강조하여 알려드립니다.”라는 지시 공문을 관내 모든 학교에 시행하고, 2012년 9월 5일 일선 단위 학교장들로부터 교육과학기술부의 특정감사 자료 제출거부 등으로 인한 징계책임 등에 대한 문의가 빗발치자 『학교생활기록부 기재 관련 전라북도 교육감 전달사항 재안내』라는 제목으로, “교육과학기술부의 감사자료 제출 요구와 관련하여서는 전라북도 교육감의 지시사항으로 제출하지 않아도 되며, 교원의 징계권한은 교육감에게 있음을 다시 한 번 강조하여 알려드립니다.”라는 내용의 공문을 재차 시달하였다.
교육과학기술부의 특정감사 확인된 사실은 다음과 같다.
김승환의 전라북도교육청은 초·중등교육법 등 법령에서 정한 기준에 따라 학교폭력 가해학생 조치사항을 학생부에 기재하도록 안내하지 아니하고, 2012년 8월 20일에 ‘법원에서 형사범죄 확정판결을 받은 학생만 기재’하도록 기준을 바꿔 소속 학교에 공문으로 시달하였다.
2012년 4월 13일 부터 8월 24일까지는 교육과학기술부가 9차에 걸쳐 요청한 학생부 기재 안내·현황파악·시정·직권취소 명령을 이행하지 않아 학교폭력 가해학생 조치사항 학생부 기재 관련 업무 처리를 부당하게 하였고, 소속 학교에 이첩하지 않아 학교폭력 가해학생 조치사항 학생부 기재 관련 공문서 처리를 부당하게 하였다.
특히, 감사기간 중인 2012년 8월 24일에는 ‘교육과학기술부가 직접 보내는 어떠한 공문에도 불구하고 교육청 안내 지침을 준수하라’는 내용의 공문을 관내학교에 시달함으로써 교육과학기술부 장관의 업무를 방해하고, 교육청 소속 12개 고등학교가 법령을 위반하여 학생부 기재를 거부하는 결과를 초래하였다.
또한 전라북도교육청 교육국장 등에게 지시하여 교육과학기술부 감사단의 감사자료 요구를 받고도 정당한 이유 없이 제출을 거부하도록 하였고, 이에 감사단이 직접 학교에 감사자료를 요청하자 전라북도교육청은 해당학교에 감사자료 제출거부를 지시하는 공문을 보내는 한편, 자료제출을 위해 교육청을 방문한 일부 학교 관계자를 돌려보내고, 학교장에 대한 출석요구에 대해서도 ‘출석하지 않아도 된다’는 모바일 문자를 학교장에게 전송하는 등 감사업무를 조직적으로 방해하였다. 전라북도교육청은 감사단의 질문서에 대한 답변서 작성도 거부하였으며, 관내 14개 지역교육청 및 66개 고등학교도 감사자료 제출요구 공문을 받고도 정당한 이유 없이 제출을 거부하였다.
2012년 10월 16일 교육과학기술부는 특정감사 결과, ① 학교폭력 가해학생 학교생활기록부 기재 관련 업무 처리 부당, ② 학교폭력 가해학생 조치사항 학교생활기록부 기재 관련 공문서 처리 부당, ③ 학교폭력 가해학생 조치사항 학교생활기록부 기재 거부, ④ 감사자료 제출 거부 등 감사 방해를 지적하고, 김승환에게 특정감사 결과에 따라 관계 공무원들에 대하여 징계의결요구 또는 징계의결요구신청 등의 처분을 할 것을 요구하였다.

### 자율형사립고등학교 지정 취소
김승환은 전임 전라북도교육감이 도내 2개 고등학교를 자율형 사립고등학교로 지정하였음에도 불구하고, 자신으로 교육감이 바뀐 후 법정부담금 납부 불확실성 등의 사유를 들어 이를 취소하였다. 이에 해당 고등학교는 그 취소를 구하는 소송을 제기하였고, 법원은 김승환의 취소처분은 재량권의 한계를 일탈한 것으로 위법하다는 이유로 지정취소처분을 취소하였다.

### 마스크 쓰지 말기 운동
김승환 교육감은 Corona 19 바이러스로 전국민이 고통을 받고 있는 상황에서 2020. 3. 1. 본인의 페이스북을 통해 "건강하면 마스크를 쓰지 말라"라는 취지의 글을 올렸다. 또한 김승환 교육감이 2020. 2. 28. 전북교육청 Corona virus 감염 대책 본부를 찾아간 사진에서는 김승환 교육감과 전 직원이 모두 마스크를 쓰지 않은 것이 사진에 찍히기도 하였다.

## 범죄전력

### 전라북도교육청 제2차 특정감사 자료 제출 거부
교육과학기술부는 2012년 8월 23일부터 2012년 9월 13일까지 김승환과 전라북도교육청에 대해 특정감사를 실시한 후, 대학입시 정시모집 전형을 앞두고, 2012년 12월 5일부터 2012년 12월 14일까지 전라북도교육청과 관내 단위 고등학교 등의 학교생활기록부 작성 실태와 현황을 점검하기 위한 추가 특정감사 실시 계획을 통보하였다.
이에 김승환은 2012년 12월 5일 11:00경 전주시 완산구 홍산로 111에 있는 전라북도교육청 홍보실에서, 『지난 감사 때와 마찬가지로 오늘부터 시작되는 감사에서도 감사대응과 관련해 발생하는 모든 책임은 교육감이 부담하며, 교육감 직을 걸고 이번 감사사태의 모든 책임을 지겠다. 교과부의 국가폭력에 대해 전라북도의 교육공동체 모든 구성원들이 결연히 저항함으로써 다시 한번 전라북도 교육의 자존감을 확인하고 우리 아이들의 인권을 사수해 달라.』는 내용의 성명서를 발표한 후, 2012년 12월 5일 관내 일선 고교 등에 교육과학기술부 감사와 관련하여 “학교폭력 사실, 가해학생, 징계의결 등 학교폭력 사실에 관한 구체적인 내용을 알 수 있는 자료에 대한 일체의 조회 및 자료요청에 응하지 말 것”이라는 교육감 지시사항을 준수하도록 하는 내용의 『학교생활기록부 감사와 관련한 교육감 지시사항 안내』 공문에 교육감 명의 성명서를 첨부하여 관내 고교 등 모든 단위 학교에 학교폭력 사항과 관련된 일체의 감사자료 제출을 거부하도록 시행하였다.
이와 같이 김승환은 전라북도 교육감의 일반적 직무사항에 속하는 직권의 행사에 가탁(假託)하여 위법·부당한 직무상 지시를 발령함으로써 직권을 남용하여 전라북도 교육청 교육국장 장학관 AD 및 산하 18개 고교 학교장들로 하여금 특정감사 자료제출, 답변서, 확인서 등의 요구에 협력하지 않도록 하게 함으로써 의무 없는 일을 하게 하거나 권리행사를 방해하였다.
2016년 8월 19일 전주지방법원은 김승환의 직권남용권리행사방해 죄 무죄를 선고했다.
2017년 7월 14일 전주지방법원 제1형사부는 원심판결을 파기하고 김승환에게 직권남용권리행사방해 죄로 벌금 7,000,000원 형을 선고하였다.
2017년 11월 1일 대법원 3부(주심 이기택 대법관)는 직권남용권리행사방해 혐의로 불구속 기소된 김승환에게 벌금 700만원을 선고한 원심 판결을 확정했다.

### 허위 사실 공표
제7회 전국동시지방선거 전라북도 교육감 선거 운동 기간인 2018년 6월 4일, 교육감 후보 TV 토론회에서 상대 후보가 인사행정에 대해 어떻게 생각하느냐고 묻자 “인사만족도가 90%를 왔다 갔다 한다”는 취지의 허위 사실을 공표한 혐의(지방교육자치에 관한 법률 위반)로 불구속 기소되어 2019년 1월 25일 벌금 70만 원이 선고되었다. 검찰과 피고 모두 항소하지 않아 형이 확정되었다.

### 인사 부당 개입
2013~2015년 인사 근무평정 때 인사담당자에게 5급 공무원 4명의 승진후보자 순위를 높이도록 지시한 혐의(직권남용 권리행사방해 등)로 기소되어 2018년 1월 4일 전주지법에서 열린 1심에서 무죄를 선고받았다. 그러나 2018년 11월 16일 전주지법에서 열린 2심에서 벌금 1000만 원이 선고되었다. 2019년 7월 25일 벌금 1000만 원이 확정되었다. 선출직 공무원은 공직선거법·정치자금법 위반이 아닌 일반 범죄 혐의로는 금고 이상의 형이 확정되어야 직을 상실하므로 교육감직은 유지하게 되었다.

## 역대 선거 결과
|  | 28.99% |

|  | 55.00% |

|  | 40.06% |